# جون فورس
جون فورس (بالإنجليزية: John Force)‏ هو سائق سباق أمريكي، ولد في 4 مايو 1949 في بيل غاردينس في الولايات المتحدة.

## وصلات خارجية
- الموقع الرسمي
- جون فورس على موقع IMDb (الإنجليزية)
- جون فورس على موقع إن إن دي بي (الإنجليزية)